# Ealdgyth
Ealdgyth, v moderní angličtině Edith, nejspíš bylo jméno manželky hraběte Sigefertha ze Seven Burghs a později anglického krále Edmunda II. Zřejmě byla také matkou Edmundových synů, Edmunda a Eduarda Vyhnance.

## První manželství
Anglosaská kronika zmiňuje, že Sigeferth a jeho bratr Morcar, hrabata ze Seven Burghs, byli v roce 1015 zabiti na sněmu anglické šlechty v Oxfordu. Hrabě Eadric Streona je prý „nečestně“ zabil poté, co je pozval do svých pokojů. Seven Burghs, což je jinak neznámý pojem, nejspíš byl svaz měst Five Burghs, Torksey a York. Po těchto vraždách král Ethelred II. zkonfiskoval majetek Sigefertha a Morcara a nařídil, aby byla Sigeferthova vdova, jejíž jméno kronika nezmiňuje, držena pod dozorem v klášteře v Malmesbury.
John z Worcesteru ji nazývá Ealdgyth. To však bylo v té době běžné jméno. Sigeferthův bratr Morcar se také oženil se šlechtičnou Ealdgyth. Je tedy možné, že John z Worcesteru zaměnil Sigeferthovu vdovu a švagrovou.

## Manželství s Edmundem II. a potomci
V létě 1015, mezi 15. srpnem a 8. zářím, princ Edmund zahájil vzpouru proti svému otci Ethelredovi. Tehdy a možná ještě dříve odvedl Sigeferthovu vdovu z kláštera a oženil se s ní. Sigeferthovi a Morcarovi přátelé a spojenci poté Edmunda podporovali. Dvě z listin vydaných Edmundem, kde je zmínka o jeho ženě, přežily do dnešní doby, žádná ale v dochovaném textu nezmiňuje její jméno.
Obecně se má za to, že Ealdgyth, pokud to bylo její jméno, byla matkou Edmundových synů, patrně dvojčat. V roce 1016 se Edmund stal králem, ale pouze naněkolik měsíců. Zemřel v Oxfordu 30. listopadu 1016, tedy v roce, kdy se jeho synové narodili. Příčina Edmundovy smrti není známá; některé prameny uvádějí, že zemřel přirozenou smrtí, zatímco jiné zmiňují jako příčinu smrti atentát. Edmundem spravované území připadlo dánskému králi Knutovi, který se tak stál králem Anglie. Oba Edmundovy syny, několikaměsíční děti, poslal Knut do Dánska, daleko od věrných jejich otce, kteří by je mohli zachránit; zde měli být zabiti. Později však byli posláni do bezpečné vzdálenosti do Kyjeva, záhy nato pak byl Eduard předán do Uher na dvůr uherského krále Štěpána I. Druhý z bratrů, Edmund, v mládí ve vyhnanství zemřel.
Když se však pozdější anglický král Eduard III. Vyznavač, který neměl potomky, dověděl, že syn jeho staršího nevlastního bratra Edmunda (a tedy poslední přímý potomek jeho rodiny) žije, povolal ho jako svého následníka zpět do Anglie. Roku 1057 se tedy Eduard i s celou rodinou vrátil do vlasti, avšak již v únoru v Londýně zemřel, pouhé dva dny poté, co vstoupil na anglickou půdu, aniž se se svým strýcem Eduardem Vyznavačem stačil setkat.
Není známo, zda se se svými syny uchýlila do exilu i Ealdgyth.